# Tuberculatus pallescens
Tuberculatus pallescens är en insektsart. Tuberculatus pallescens ingår i släktet Tuberculatus och familjen långrörsbladlöss. Inga underarter finns listade i Catalogue of Life.